# Jibügen
 (mars 2024).
Jibügen (né vers 1190, décédé avant 1246) était le fils du plus jeune frère de Gengis Khan, Temuge Ochigin, et était membre de la famille royale de l'empire mongol. Il a un fils, Tagachar, qui a servi Kubilai et a remporté la guerre de succession au trône. Dans les documents chinois tels que le Yuanshi, il s'écrit zhǐbùgān et zhìbŭ. La notation persane à Shushi est جیبو (Jībū).

## Biographie
Le père de Zivgen, Temuge Otchigin, fut affecté aux monts Hingan, dans la partie orientale de l'empire, par son frère aîné Gengis Khan. Dans le même temps, Temge Otchigin se positionnait également comme une figure centrale des Trois Rois de l'Est (terme général désignant les trois familles royales dont les ancêtres étaient Jochi Kasar, Kachiun et Temuge Otchigin, divisés en empires mongols orientaux)., et était membre de l'aile gauche de l'Empire mongol. Il était la personne la plus puissante de la région de Touhou. Parmi les générations des frères de Gengis Khan, il vécut une vie relativement longue et, après la mort d'Ogodei, le deuxième Grand Khan, il tenta de s'emparer du trône lui-même, mais fut contrecarré et mourut désespéré en 1246.
Temuge Otchigin a eu de nombreux enfants, mais Zivgen était l'aîné d'entre eux et était considéré comme son successeur. Selon « Shushi », il semble avoir eu de nombreux enfants comme son père, mais comme il est mort jeune avant son père, l'un de ses enfants, Tagachal, est devenu le deuxième chef de la famille royale Occhigin.
En raison de la mort prématurée de Jibugen, Tagachal a été contraint de prendre la tête de la famille Otchigin dès son plus jeune âge, ce qui a conduit à un différend sur le chef de la famille Otchigin. Après la mort de Temuge Ochigin, son frère illégitime Tode a tenté d'abolir Tagachalu et de prendre lui-même la tête de la famille, puisqu'il était encore jeune. À cette époque, les Ouïghours Sargis et le capitaine Korkosun, qui servaient la famille Otchigin, firent appel directement à l'impératrice Doregene, qui contrôlait alors l'empire, et grâce à cela, Tagachal put hériter en toute sécurité du poste de chef de l'empire. la famille,.

## Famille
- Temüge Odčigin (Temūga Ūtchigīn)
  - Jibügen (Jibügen, Jībū), (v.1190 - v.1220/5)
    - Taγačar, (v.1210 - ap.1246); 
      - Ajul le Grand (Aǰul, Ajūl), (v.1230 - ?)
        - Nayan le Grand (نایانNāyān)
          - Toqto'a, Toqto'a, Tūqtā Kūwn
            - Yanaširi, roi Liao
              - Aǰaširi, roi Liao Ajashiri

        - Naimantai, Juo nobandai／نایمتایNāīmatāī